# 충청북도의 유형문화재 (제201호 ~ 제300호)
충청북도 유형문화재는 지방유형문화재 중에서 충청북도에 있는 유형문화재를 의미한다.

## 지정목록

### 제201호 ~ 제300호
| 번호    | 사진 | 명칭                                                                                         | 소재지                                             | 관리자 (단체)              | 지정일                                                                                             | 참조 |
| 201호   |      | 허한・허적 초상 (許僩・許積 肖像)                                                            | 충북 충주시 소태면 오량리 178-3                    | 허창회                     | 2000년 10월 27일 지정                                                                              |      |
| 202호   |      | 장원군황성원부자영정 (長原君黃性元父子影幀)                                                  | 충북 충주시 노은면 가신리 649                      | 황인준                     | 2000년 10월 27일 지정, 2002년 7월 12일 해제, 경기 유형 210호와 경기 유형 제211호로 분리하여 재지정 |      |
| 203호   |      | 제천 교리 방단적석유구 (堤川 校里 方壇積石遺構)                                              | 충북 제천시 청풍면 교리 산16                       | 제천시                     | 2000년 12월 22일 지정                                                                              |      |
| 204호   |      | 보은 법주사 석옹 (報恩 法住寺 石瓮)                                                          | 충북 보은군 속리산면 사내리 209                    | 법주사                     | 2000년 12월 22일 지정                                                                              |      |
| 205호   |      | 충주 이수일 신도비 (忠州 李守一 神道碑)                                                      | 충북 충주시 금가면 오석리 산202-1                  | 경주이씨충무공파종중       | 2001년 3월 30일 지정                                                                               |      |
| 206호   |      | 제천 정방사 목조관음보살좌상 및 복장유물 (堤川 淨芳寺 木造觀音菩薩坐像 및 腹藏遺物)          | 충북 제천시 수산면 능강리 산52                     | 정방사                     | 2001년 3월 30일 지정                                                                               |      |
| 207호   |      | 음성 권근 및 경주이씨 묘표 (陰城 權近 및 慶州李氏 墓表)                                      | 충북 음성군 생극면 방축리 388                      | 권영수                     | 2001년 3월 30일 지정                                                                               |      |
| 208호   |      | 증평 남하리 석조보살입상 (曾坪 南下里 石造菩薩立像)                                          | 충북 증평군 증평읍 남하리 133-5                    | 증평군                     | 2001년 7월 13일 지정                                                                               |      |
| 209호   |      | 단양 구인사 금동구층소탑 (丹陽 救仁寺 金銅九層小塔)                                          | 충북 단양군                                        | 구인사                     | 2001년 7월 13일 지정                                                                               |      |
| 210호   |      | 단양 구인사 아미타회상도 (丹陽 救仁寺 阿彌陀會上圖)                                          | 충북 단양군                                        | 구인사                     | 2001년 7월 13일 지정                                                                               |      |
| 211호   |      | 단양 구인사 청자발우 (丹陽 救仁寺 靑磁鉢盂)                                                  | 충북 단양군                                        | 구인사                     | 2001년 7월 13일 지정                                                                               |      |
| 212호   |      | 괴산 각연사 석조귀부 (槐山 覺淵寺 石造龜趺)                                                  | 충북 괴산군 칠성면 태성리 35번지                   | 각연사                     | 2001년 10월 26일 지정                                                                              |      |
| 213호   |      | 괴산 공림사 사적비 (槐山 空林寺 事蹟碑)                                                      | 충북 괴산군 청천면 사담리 산2-1                    | 공림사                     | 2002년 1월 11일 지정                                                                               |      |
| 214호   |      | 제천 무암사 목조아미타여래좌상 (堤川 霧岩寺 木造阿彌陀如來坐像)                              | 충북 제천시 금성면 성내리 산1                      | 무암사                     | 2002년 3월 15일 지정                                                                               |      |
| 215호   |      | 청원부강초등학교강당 (淸原芙江初等學校講堂)                                                  | 충북 청원군 부용면 부강리 488-1                    | 부강초등학교               | 2002년 4월 26일 지정, 2012년 12월 31일 해제, 세종시 유형문화재 제5호로 재지정                      |      |
| 216호   |      | 진천 지암리 석조여래입상 (鎭川 芝岩里 石造如來立像)                                          | 충북 진천군 진천읍 지암리 267-1 문수암             | 만성사                     | 2002년 4월 26일 지정                                                                               |      |
| 217호   |      | 제천 백련사 목조아미타여래좌상 (堤川 白蓮寺 木造阿彌陀如來坐像)                              | 충북 제천시 봉양읍 명암리 산325                    | 백련사                     | 2002년 12월 6일 지정                                                                               |      |
| 218호   |      | 남충장공시고 목판 (南忠壯公詩稿 木板)                                                        | 충북 음성군 음성읍 읍내리 462-3                    | 의령남씨양정공파대종회     | 2002년 12월 6일 지정                                                                               |      |
| 219호   |      | 음성 감곡성당 소장유물 (陰城 甘谷聖堂 所藏遺物)                                              | 충북 음성군 감곡면 왕장리 357-3                    | 천주교청주교구감곡천주교회 | 2002년 12월 6일 지정                                                                               |      |
| 220호   |      | 청주 노현리 고가 (淸州 盧峴里 古家)                                                          | 충북 청주시 상당구 문의면 대청호반로 721           | 청주시                     | 2003년 4월 11일 지정, 2014년 6월 27일 명칭변경                                                     |      |
| 221호   |      | 청주 부강리 고가 (淸州 芙江里 古家)                                                          | 충북 청주시 상당구 문의면 대청호반로 721           | 청주시                     | 2003년 4월 11일 지정, 2014년 6월 27일 명칭변경                                                     |      |
| 222호   |      | 청주 문산리 돌다리 ([淸州 文山里 石橋])                                                      | 충북 청주시 상당구 문의면 대청호반로 721           | 청주시                     | 2003년 4월 11일 지정, 2014년 6월 27일 명칭변경                                                     |      |
| 223호   |      | 송상현 문적 (宋象賢 文籍)                                                                    | 충북 청주시 흥덕구 운천동 866 청주고인쇄박물관     | 청주시                     | 2003년 5월 9일 지정                                                                                |      |
| 224호   |      | 불설대보부모은중경 (佛說大報父母恩重經)                                                      | 충북 충주시 직동 148-1 석종사                      | 김정순                     | 2003년 5월 9일 지정                                                                                |      |
| 225호   |      | 충주 추평리 삼층석탑 (忠州 楸坪里 三層石塔)                                                  | 충북 충주시 엄정면 추평리 576-6                    | 충주시                     | 2003년 6월 13일 지정                                                                               |      |
| 226호   |      | 성리대전서절요권1∼4 (性理大全書節要卷一∼四)                                                  | 충북 청주시 흥덕구 운천동 866 청주고인쇄박물관     | 청주시                     | 2003년 8월 14일 지정, 2004년 5월 7일 해제, 보물 제1157-2호로 승격                                  |      |
| 227호   |      | 수보살계법·범망경보살계본합본 (受菩薩戒法·梵網經菩薩戒本合本)                                | 충북 청주시 흥덕구 운천동 866 청주고인쇄박물관     | 청주시                     | 2003년 8월 14일 지정, 2004년 5월 7일 해제, 보물 제1407호로 승격                                    |      |
| 228호   |      | 분류두공부시언해권21 (分類杜工部詩諺解卷二十一)                                              | 충북 청주시 흥덕구 운천동 866 청주고인쇄박물관     | 청주시                     | 2003년 8월 14일 지정, 2004년 5월 7일 해제, 보물 제1051-3호로 승격                                  |      |
| 229호   |      | 금강반야바라밀경 (金剛般若波羅蜜經)                                                          | 충북 청주시 흥덕구 운천동 866 청주고인쇄박물관     | 청주시                     | 2003년 8월 14일 지정, 2004년 5월 7일 해제, 보물 제1408호로 승격                                    |      |
| 230호   |      | 대방광불화엄경소권48,64,83 (大方廣佛華嚴經疏卷四十八,六十四,八十三)                          | 충북 청주시 흥덕구 운천동 866 청주고인쇄박물관     | 청주시                     | 2003년 8월 14일 지정, 2004년 5월 7일 해제, 보물 제1409호로 승격                                    |      |
| 231호   |      | 제천 송계리 대불정주범자비 (堤川 松界里 大佛頂呪梵字碑)                                      | 충북 제천시 한수면 송계리 산1                      | 제천시,덕주사              | 2003년 9월 26일 지정                                                                               |      |
| 232호   |      | 보은 법주사 능인전 (報恩 法住寺 能仁殿)                                                      | 충북 보은군 속리산면 사내리 209                    | 법주사주지                 | 2004년 1월 9일 지정                                                                                |      |
| 233호   |      | 보은 법주사 선희궁 원당 (報恩 法住寺 宣喜宮 願堂)                                            | 충북 보은군 속리산면 사내리 209                    | 법주사 주지                | 2004년 1월 9일 지정                                                                                |      |
| 234호   |      | 보은 법주사 궁현당 (報恩 法住寺 窮玄堂)                                                      | 충북 보은군 속리산면 사내리 209                    | 법주사주지                 | 2004년 1월 9일 지정                                                                                |      |
| 235호   |      | 충주 원평리 삼층석탑 (忠州 院坪里 三層石塔)                                                  | 충북 충주시 신니면 원평리 108-1                    | 충주시                     | 2004년 4월 2일 지정                                                                                |      |
| 236호   |      | 보은 법주사 가경구년명 철종 (報恩 法住寺 嘉慶九年銘 鐵鍾)                                    | 충북 보은군 속리산면 사내리 209                    | 법주사 주지                | 2004년 7월 9일 지정                                                                                |      |
| 237호   |      | 보은 중사자암 동종 (報恩 中獅子庵 銅鍾)                                                      | 충북 보은군 속리산면 사내리 209                    | 법주사 주지                | 2004년 7월 9일 지정                                                                                |      |
| 238호   |      | 보은 법주사 선조대왕 어필 병풍 (報恩 法住寺 宣祖大王 御筆 屛風)                              | 충북 보은군 속리산면 사내리 209                    | 법주사 주지                | 2004년 7월 9일 지정                                                                                |      |
| 239호   |      | 보은 법주사 주서무일편 병풍 (報恩 法住寺 周書無逸篇 屛風)                                    | 충북 보은군 속리산면 사내리 209                    | 법주사주지                 | 2004년 7월 9일 지정                                                                                |      |
| 240호   |      | 보은 비마라사 석조관음보살입상 (報恩 毘摩羅寺 石造觀音菩薩立像)                              | 충북 보은군 속리산면 북암리 38-8                   | 비마라사 주지              | 2004년 7월 9일 지정                                                                                |      |
| 241호   |      | 홍정명 지석 (洪廷命 誌石)                                                                    | 충북 진천군 광혜원면 실원리 602                    | 홍범석                     | 2004년 7월 9일 지정                                                                                |      |
| 242호   |      | 충주 청룡사 위전비 (忠州 靑龍寺 位田碑)                                                      | 충북 충주시 소태면 오량리 산32-2                   | 충주시                     | 2004년 9월 27일 지정                                                                               |      |
| 243호   |      | 옥천 곽은 재실 (沃川 郭垠 齋室)                                                              | 충북 옥천군 이원면 강청길 144-13(강청리 610)       | 선산곽씨웃생원기공파종중   | 2004년 9월 17일 지정                                                                               |      |
| 244호   |      | 제천 두학동 석조여래입상 (堤川 頭鶴洞 石造如來立像)                                          | 충북 제천시 두학동 1117                            | 제천시                     | 2004년 10월 22일 지정                                                                              |      |
| 245호   |      | 홍우경 초상 (洪友敬 肖像)                                                                    | 충북 진천군                                        | 홍범석                     | 2004년 10월 22일 지정                                                                              |      |
| 246호   |      | 묘법연화경 권4∼7 (妙法蓮華經 卷四∼七)                                                        | 충북 단양군 영춘면 백자리 132-1                    | 구인사                     | 2004년 10월 24일 지정                                                                              |      |
| 246-2호 |      | 묘법연화경 권2・4・5・6 (妙法蓮華經 卷二・四・五・六)                                        | 충북 청주시 청원구 대성로 298 청주대박물관         | 청주대학교 박물관          | 2008년 4월 11일 지정                                                                               |      |
| 246-3호 |      | 묘법연화경 권6~7 (妙法蓮華經 卷六~七)                                                        | 충북 단양군 대강면 방곡리 131                      | 방곡사                     | 2009년 9월 11일 지정                                                                               |      |
| 246-4호 |      | 묘법연화경 권6~7 (妙法蓮華經 卷六~七)                                                        | 충북 단양군 대강면 방곡리 131                      | 방곡사                     | 2009년 9월 11일 지정                                                                               |      |
| 247호   |      | 묘법연화경 권4~7 (妙法蓮華經 卷四~七)                                                        | 충북 단양군 영춘면 백자리 132-1                    | 구인사                     | 2004년 10월 24일 지정                                                                              |      |
| 248호   |      | 묘법연화경 권4~7 (妙法蓮華經 卷四~七)                                                        | 충북 단양군 영춘면 백자리 132-1                    | 구인사                     | 2004년 10월 22일 지정                                                                              |      |
| 249호   |      | 묘법연화경 권1~3 (妙法蓮華經 卷一~三)                                                        | 충북 단양군 영춘면 백자리 132-1                    | 구인사                     | 2004년 10월 22일 지정                                                                              |      |
| 250호   |      | 묘법연화경 권1~3 (妙法蓮華經 卷一~三)                                                        | 충북 단양군                                        | 구인사                     | 2004년 10월 22일 지정                                                                              |      |
| 251호   |      | 묘법연화경(언해) (妙法蓮華經(諺解))                                                          | 충북 단양군                                        | 구인사                     | 2004년 10월 22일 지정                                                                              |      |
| 252호   |      | 어제관무량수불경 (御製觀無量壽佛經)                                                          | 충북 단양군 영춘면 백자리 132-1                    | 구인사                     | 2004년 10월 22일 지정                                                                              |      |
| 253호   |      | 오대진언집 (五大眞言集)                                                                      | 충북 단양군                                        | 구인사                     | 2004년 10월 22일 지정                                                                              |      |
| 254호   |      | 몽산화상육도보설 (蒙山和尙六道普說)                                                          | 충북 단양군                                        | 구인사                     | 2004년 10월 22일 지정                                                                              |      |
| 254-1호 |      | 몽산화상육도보설 (蒙山和尙六道普說)                                                          | 충북 청주시 상당구 남일면 문주1길 157              | 최동안                     | 2013년 11월 8일 지정, 2014년 6월 27일 명칭변경                                                     |      |
| 255호   |      | 불설수생경 (佛說壽生經)                                                                      | 충북 단양군                                        | 구인사                     | 2004년 10월 22일 지정                                                                              |      |
| 256호   |      | 선종영가집 (禪宗永嘉集)                                                                      | 충북 단양군                                        | 구인사                     | 2004년 10월 22일 지정                                                                              |      |
| 257호   |      | 불설대보부모은중경 (佛說大報父母恩重經)                                                      | 충북 단양군 영춘면 백자리 132-1                    | 구인사                     | 2004년 10월 22일 지정                                                                              |      |
| 258호   |      | 대불정여래밀인수증요의제보살만행수능엄경 권9 (大佛頂如來密因修證了義諸菩薩萬行首楞嚴經 卷九) | 충북 단양군                                        | 구인사                     | 2004년 10월 22일 지정                                                                              |      |
| 259호   |      | 주석가여래성도기 (註釋迦如來成道記)                                                          | 충북 단양군                                        | 구인사                     | 2004년 10월 22일 지정                                                                              |      |
| 260호   |      | 천태사교의집주상권 (天台四敎儀集註上卷)                                                      | 충북 단양군 영춘면 백자리 132-1                    | 구인사                     | 2004년 10월 22일 지정, 2009년 4월 10일 해제, 지질 및 구결이 다소 이질적 등                         |      |
| 261호   |      | 중간진언집 (重刊眞言集)                                                                      | 충북 단양군 영춘면 백자리 132-1                    | 구인사                     | 2004년 10월 22일 지정                                                                              |      |
| 262호   |      | 어제갱진첩 (御製賡進帖)                                                                      | 충북 충주시 가금면                                 | 전주류씨 전능부원군파종회  | 2005년 1월 7일 지정, 2012년 10월 19일 해제, 도외 지역으로 관리 이전                                |      |
| 263호   |      | 어제초경후재경전문답 (御製初庚後再庚前問答)                                                  | 충북 충주시 가금면                                 | 전주류씨 전능부원군파종회  | 2005년 1월 7일 지정, 2012년 10월 19일 해제, 도외 지역으로 관리 이전                                |      |
| 264호   |      | 어제친정갱진첩 (御製親政賡進帖)                                                              | 충북 충주시 가금면                                 | 전주류씨 전능부원군파종회  | 2005년 1월 7일 지정, 2012년 10월 19일 해제, 도외 지역으로 관리 이전                                |      |
| 265호   |      | 불설사십이장경 (佛說四十二章經)                                                              | 충북 충주시 직동 148-1                             | 김정순                     | 2005년 1월 7일 지정                                                                                |      |
| 266호   |      | 인천안목 권상 (人天眼目 卷上)                                                                | 충북 충주시 직동148-1                              | 김정순                     | 2005년 1월 7일 지정                                                                                |      |
| 267호   |      | 상교정본자비도량참법 권7~10 (詳校正本慈悲道場懺法 卷七~十)                                   | 충북 충주시 직동 148-1                             | 김정순                     | 2005년 1월 7일 지정                                                                                |      |
| 268호   |      | 유백증 정사공신교서 (兪伯曾 靖社功臣敎書)                                                    | 충북 충주시 노은면 가신리 346                      | 기계유씨충목공파종중       | 2005년 5월 6일 지정                                                                                |      |
| 269호   |      | 충주 미륵대원지 석조귀부 (忠州 彌勒大院址 石造龜趺)                                          | 충북 충주시 상모면 미륵리 58                       | 충주시                     | 2005년 5월 6일 지정                                                                                |      |
| 270호   |      | 청주 목우사지 석조여래입상 (淸州 牧牛寺址 石造如來立像)                                      | 충북 청주시 상당구 용담동 산22-5 봉황사            | 박건수                     | 2005년 5월 6일 지정                                                                                |      |
| 271호   |      | 충주 창동리 석조약사여래입상 (忠州 倉洞里 石造藥師如來立像)                                  | 충북 충주시 가금면 창동리 243-7                    | 충주시                     | 2006년 3월 3일 지정                                                                                |      |
| 272호   |      | 충주 충렬사비 (忠州 忠烈祠碑)                                                                | 충북 충주시 단월동 385-1 충렬사 내                 | 충주시                     | 2006년 10월 4일 지정                                                                               |      |
| 273호   |      | 백지묵서불설법화삼매경 (白紙墨書佛說法華三昧經)                                              | 충북 단양군                                        | 천태종                     | 2006년 10월 4일 지정                                                                               |      |
| 274호   |      | 선문염송집 권11 (禪門拈頌集 卷十一)                                                          | 충북 단양군                                        | 대한불교천태종             | 2006년 10월 4일 지정                                                                               |      |
| 275호   |      | 묘법연화경 (妙法蓮華經)                                                                      | 충북 단양군                                        | 천태종                     | 2006년 10월 4일 지정                                                                               |      |
| 275-2호 |      | 묘법연화경 (妙法蓮華經)                                                                      | 충북 충주시                                        | 김성관                     | 2009년 9월 11일 지정                                                                               |      |
| 276호   |      | 백지묵서약사유리광여래본원공덕경 (白紙墨書藥師琉璃光如來本願功德經)                          | 충북 단양군                                        | 천태종                     | 2006년 10월 4일 지정                                                                               |      |
| 277호   |      | 범망보살계경                                                                                 | 충북 단양군                                        | 천태종                     | 2006년 10월 4일 지정, 2011년 4월 29일 해제, 보물 제1714호로 승격                                   |      |
| 278호   |      | 대방광불화엄경〈권제3〉 (大方光佛華嚴經〈卷第三〉)                                           | 충북 청원군 부용면 부강리 648번지 광제사           | 박재용                     | 2007년 5월 11일 지정, 2012년 7월 1일 해제, 세종시 유형문화재 제6호로 재지정                        |      |
| 279호   |      | 대방광불화엄경〈권제32〉 (大方光佛華嚴經〈卷第三十二〉)                                      | 충북 청원군 부용면 부강리 648번지 광제사           | 박재용                     | 2007년 5월 11일 지정, 2012년 7월 1일 해제, 세종시 유형문화재 제7호로 재지정                        |      |
| 280호   |      | 대방광불화엄경소〈권제3～4〉 (大方光佛華嚴經소〈卷第三～四〉)                                | 충북 청원군 부용면 부강리 648번지 광제사           | 박재용                     | 2007년 5월 11일 지정, 2012년 7월 1일 해제, 세종시 유형문화재 제8호로 재지정                        |      |
| 281호   |      | 선문념송집〈권제4～6〉 (禪門拈頌集〈卷四〜六〉)                                              | 충북 청원군 부용면 부강리 648번지 광제사           | 박재용                     | 2007년 5월 11일 지정, 2012년 7월 1일 해제, 세종시 유형문화재 제9호로 재지정                        |      |
| 282호   |      | 불설법화삼매경 (佛說法華三昧徑)                                                              | 충북 청원군 부용면 부강리 648번지 광제사           | 박재용                     | 2007년 5월 11일 지정, 2012년 7월 1일 해제, 세종시 유형문화재 제10호로 재지정                       |      |
| 283호   |      | 불설대승조상공덕경 권하 (佛說大乘造像功德徑 卷下)                                            | 충북 청원군 부용면 부강리 648번지 광제사           | 박재용                     | 2007년 5월 11일 지정, 2012년 7월 1일 해제, 세종시 유형문화재 제11호로 재지정                       |      |
| 284호   |      | 음성 보현암 석조아미타여래좌상 (陰城 普賢庵 石造阿彌陀如來坐像)                              | 충북 음성군 금왕읍 무극리 578-4                    | 권순성                     | 2007년 11월 23일 지정                                                                              |      |
| 285호   |      | 음성 보현암 석조관음보살의좌상 (陰城 普賢庵 石造觀音菩薩椅坐像)                              | 충북 음성군 금왕읍 무극리 578-4                    | 권순성                     | 2007년 11월 23일 지정                                                                              |      |
| 286호   |      | 의학입문 (醫學入門)                                                                          | 충북 제천시                                        | 모춘상                     | 2007년 11월 23일 지정                                                                              |      |
| 287호   |      | 송조표전총류 권8~10 (宋朝表箋總類 卷八~十)                                                   | 충북 제천시                                        | 모춘상                     | 2007년 11월 23일 지정                                                                              |      |
| 288호   |      | 영동 중화사 목조여래좌상 및 목조보살좌상 (永同 重華寺 木造如來坐像 및 木造菩薩坐像)          | 충북 영동군 영동읍 화신리 32-1번지                 | 중화사                     | 2008년 4월 11일 지정, 2013년 11월 8일, 화재로 인한 전소                                            |      |
| 289호   |      | 신편산학계몽 (新編算學啓蒙))                                                                 | 충북 청주시 흥덕구 직지로 113 청주고인쇄박물관     | 청주시                     | 2008년 4월 11일 지정, 2010년 9월 28일 해제, 보물 제1654호로 승격                                   |      |
| 290호   |      | 자비도량참법집해 (慈悲道場懺法集解)                                                          | 충북 청주시 흥덕구 직지로 113번지 청주고인쇄박물관 | 청주시                     | 2008년 4월 11일 지정, 2010년 6월 28일 해제, 보물 제1653호로 승격                                   |      |
| 291호   |      | 노자권재구의 (老子鬳齋口義)                                                                  | 충북 청주시                                        | 청주시                     | 2008년 4월 11일 지정, 2010년 6월 28일 해제, 보물 제1655호로 승격                                   |      |
| 292호   |      | 묘법연화경 권1~3 (妙法蓮華經 卷一~三)                                                        | 충북 청주시 흥덕구 직지로 113 청주고인쇄박물관     | 청주시                     | 2008년 4월 11일 지정                                                                               |      |
| 293호   |      | 금강반야경소론찬요조현록 (金剛般若經疏論纂要助顯錄)                                          | 충북 청주시 상당구 내덕동 36 청주대박물관          | 청주대학교 박물관          | 2008년 4월 11일 지정                                                                               |      |
| 294호   |      | 제천 경은사 목조문수보살좌상 및 복장유물 (堤川 慶恩寺 木造文殊菩薩坐像 및 腹藏遺物)          | 충북 제천시 백운면 평동리 107-1                    | 경은사                     | 2008년 7월 25일 지정                                                                               |      |
| 295호   |      | 제천 경은사 강희오십년명 석감 (堤川 慶恩寺 康熙五十年銘 石龕)                                | 충북 제천시 백운면 평동리 107-1                    | 경은사                     | 2008년 7월 25일 지정                                                                               |      |
| 296호   |      | 보은 법주사 대웅보전 후불도 (報恩 法住寺 大雄寶殿 後佛圖)                                    | 충북 보은군 내속리면 사내리 209                    | 법주사                     | 2008년 11월 14일 지정                                                                              |      |
| 297호   |      | 보은 법주사 여적암 다층청석탑 (報恩 法住寺 汝寂庵 多層靑石塔)                                | 충북 보은군 속리산면 사내리 산1-22번지             | 법주사                     | 2009년 3월 6일 지정                                                                                |      |
| 298호   |      | 보은 법주사 복천암 극락보전 (報恩 法住寺 福泉庵 極樂寶殿)                                    | 충북 보은군 속리산면 사내리 산1-19번지             | 법주사                     | 2009년 3월 6일 지정                                                                                |      |
| 299호   |      | 청주 구룡사 사적비 (淸州 九龍寺 事蹟碑)                                                      | 충북 청주시 상당구 산성동 산29-2                   | 청주시                     | 2009년 3월 6일 지정                                                                                |      |
| 300호   |      | 임경업 추련도 (林慶業 秋蓮刀)                                                                | 충북 충주시 단월동 385-1                           | 충주시                     | 2009년 4월 10일 지정                                                                               |      |

## 참고 자료
- 충청북도 고시/공고